# Myiasis

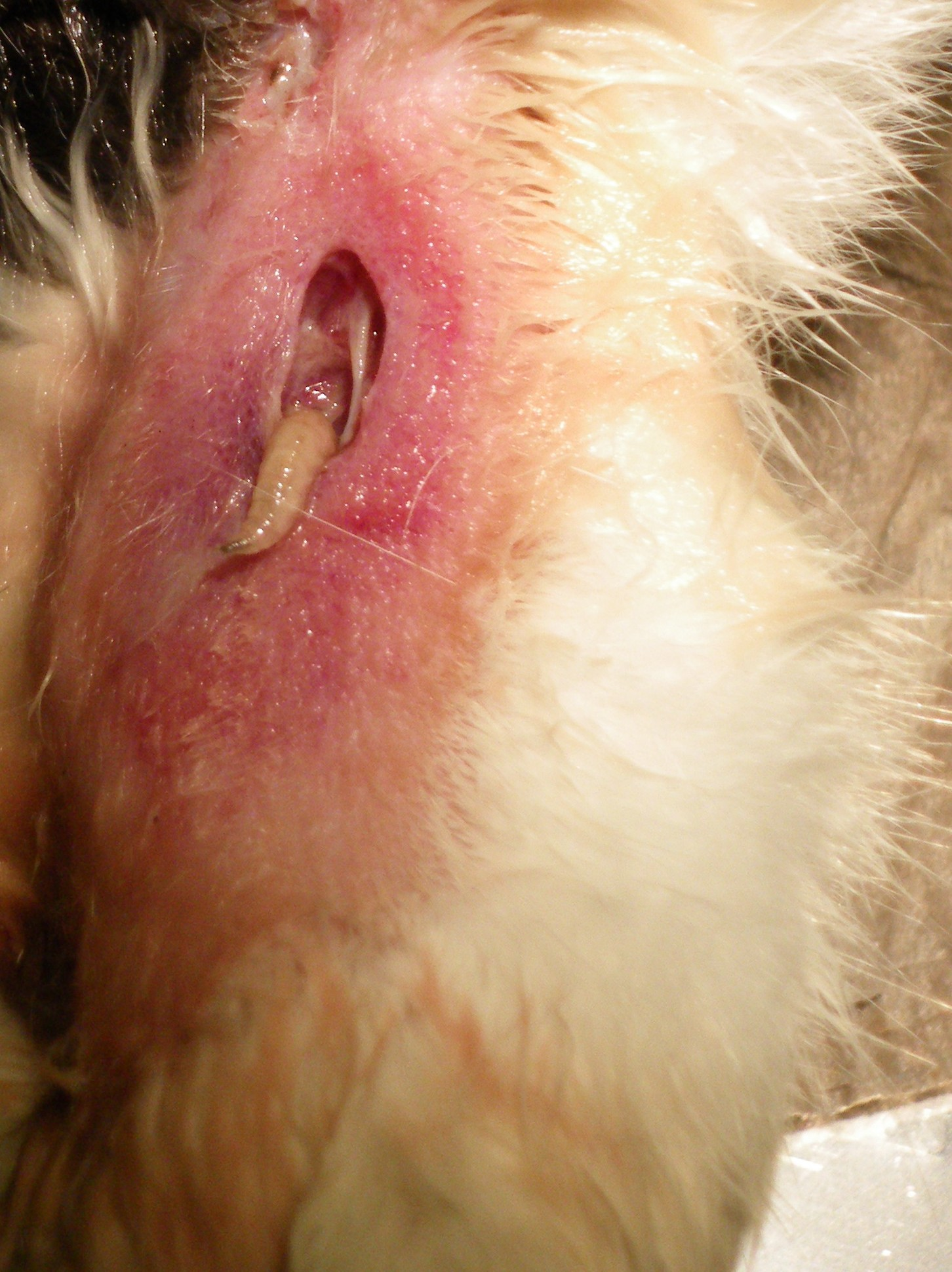
Myiasis bij een kat

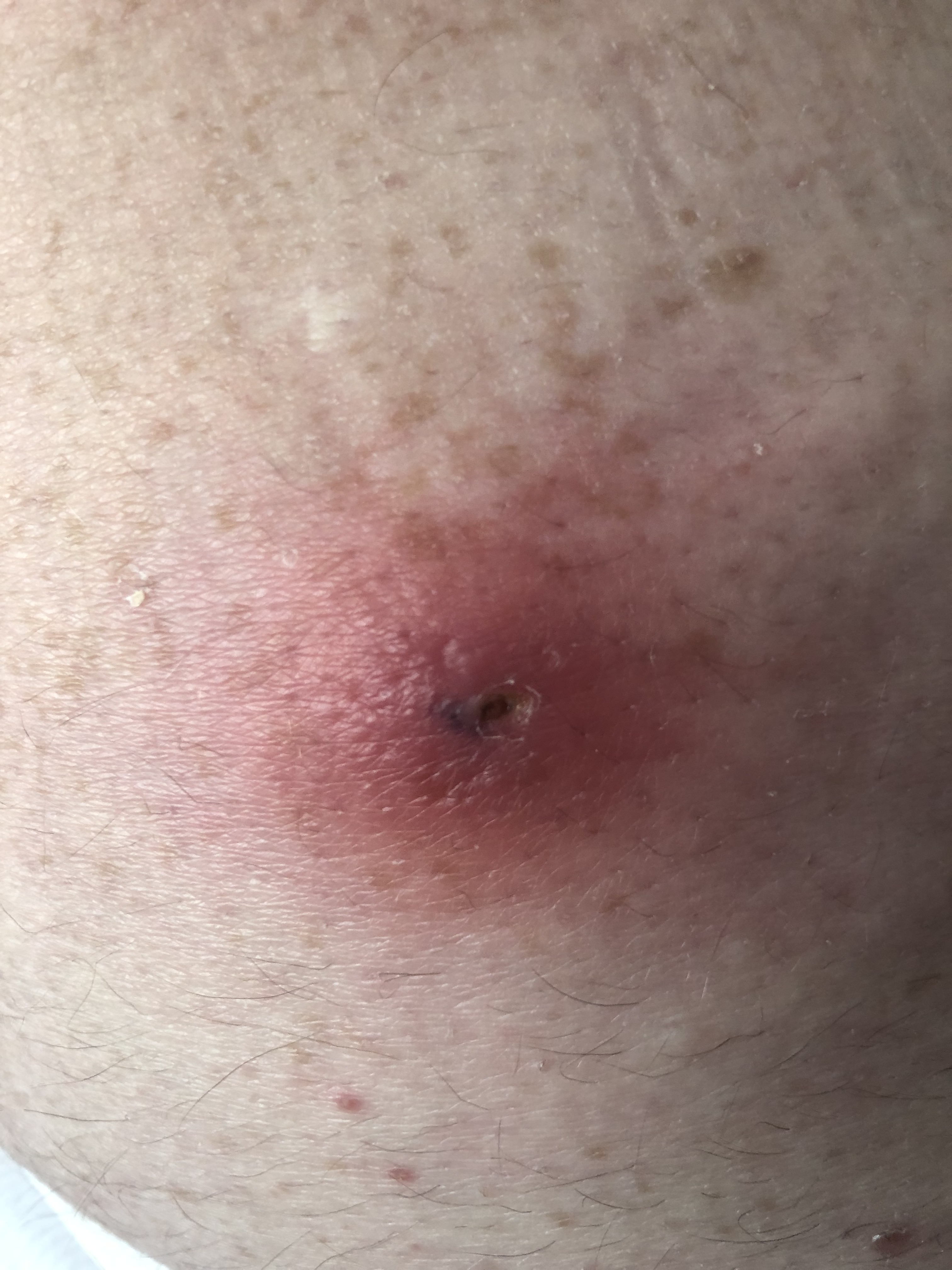
Myiasis bij de mens (Cordylobia anthropophaga)

Myiasis of huidmadenziekte is een aandoening die wordt veroorzaakt door de larven van een aantal soorten uit de orde van de tweevleugeligen (Diptera), vooral vliegen, maar ook enkele muggen. Het bekendst zijn de vertegenwoordigers van de familie horzels (Oestridae) zoals de latijnsamerikaanse botfly Dermatobia hominis, maar ook bij andere vliegenfamilies komen larven voor die leven in het vlees van levende dieren (en dus ook mensen) zoals de schroefwormvlieg (Cochliomyia hominivorax) uit Midden- en Zuid-Amerika en de afrikaanse bromvlieg Cordylobia anthropophaga. Er is ook een geval beschreven van de motmug Clogmia albipunctata.
De schade wordt indirect door de made veroorzaakt; de made kan geen levend vlees eten, maar alleen dood en rottend vlees. Daarom scheidt de made stoffen af die tot weefselafsterving (necrose) leiden en het vlees doen rotten.
Myiasis komt het meeste voor bij vee. Het levert grote schade op bij schapen, kippen en konijnen. Er zijn ook gevallen bekend van myiasis bij runderen. Ook bij dieren die niet commercieel gekweekt worden door de mens, zoals kikkers, kunnen de vliegen een ware slachting aanrichten.
In plattelandsgebieden in tropische en subtropische regio's komt de ziekte ook regelmatig voor bij mensen.

## Verloop van de ziekte bij schapen
Een bekende veroorzaker is de groene vleesvlieg (Lucilia sericata, ook wel blauwgroene bromvlieg of schapengoudvlieg genoemd). De vlieg legt haar eitjes op warme en vochtige plaatsen, vaak in de wol van schapen. Binnen enkele uren tot dagen komen er maden uit de eitjes, die zich met mondhaken vastzetten aan de huid van het schaap. De larven boren zich onder de huidoppervlakte en zetten het onderhuidse weefsel aan tot rotten zodat ze de opgeloste voedingsbestanddelen kunnen opnemen. Hier voeden de maden zich met het vlees uit de huid.
De rottende geur werkt zeer attractief en kan andere insecten aantrekken op relatief grote afstanden. Een besmet dier komt dus in een vicieuze cirkel terecht: steeds meer van de beesten zullen hun eitjes komen afzetten op het slachtoffer.
Wanneer er veel maden op een schaap zitten, kan het schaap binnen een week sterven.

### Australië
De groene vleesvlieg is ook naar Australië geëxporteerd, maar veroorzaakt daar minder problemen dan de in Australië inheemse soort Lucilia cuprina.

## Myiasis bij kippen en konijnen
Ook bij kippen en konijnen kunnen deze symptomen voorkomen. Vooral het konijn lijkt gevoelig voor deze ziekte.
Voor een konijn of een kip kunnen de ziekteverschijnselen reeds binnen de 24 tot 48 uur fataal zijn.

## Maatregelen
Om te voorkomen dat een besmet dier door de rottende geur steeds meer insecten aantrekt, kan men een met myiasis besmet schaap het beste isoleren en voor verder contact met vliegen en andere insecten beschermen.
In het geval van kippen en konijnen is het cruciaal om kooien en stro proper te houden. De mestgeur trekt namelijk meer insecten aan. In het seizoen, dat van mei tot september loopt, is het goed de dieren op te volgen, zodat er geen resten mest blijven hangen aan de staart of het achterwerk.
De larven moeten met een pincet worden verwijderd. Voor men de ziekte opmerkt is het vaak al in een gevorderd stadium. In dat stadium zal professionele hulp noodzakelijk zijn, aangezien het dier zal lijden aan bloedvergiftiging en infecties zodat antibiotica moeten worden toegediend. Het is beter om de besmetting voor te zijn en extra waakzaamheid in het buitenseizoen van mei tot september is dan ook aangeraden.

## Madentherapie
De eigenschap van de larven om uitsluitend rottend vlees te eten en gezond weefsel te negeren wordt gebruikt in de zogenaamde madentherapie, een geneeskundige behandeling voor wonden die maar niet willen genezen. Hiervoor worden de gesteriliseerde larven van de groene vleesvlieg gebruikt.